# Gradi della polizia locale della Lombardia 2013
Tabella riassuntiva dei gradi della polizia locale della Lombardia. I gradi sono rappresentati apposti sulle controspalline della divisa ordinaria invernale, su tubolari della divisa estiva e su pettorali della divisa operativa. Il colore della divisa per la polizia locale è il blu di Prussia. I distintivi di grado sono regolati dal Regolamento Regionale n. 4/2013 pubblicato sul supplemento 44 al Bollettino Ufficiale della Regione Lombardia n. 270 del 31 ottobre 2013 che ha abrogato il Regolamento Regionale n. 4/2003.

## Tabelle riassuntive dei distintivi di grado

### Comandanti
| Grado                                              | Distintivo per controspallina | Distintivo tubolare | Distintivo pettorale | Soggolo |
| -------------------------------------------------- | ----------------------------- | ------------------- | -------------------- | ------- |
| Dirigenti                                          |                               |                     |                      |         |
| Dirigente Generale                                 |                               |                     |                      |         |
| Dirigente                                          |                               |                     |                      |         |
| Area dei funzionari e delle elevate qualificazioni |                               |                     |                      |         |
| Commissario Capo Coordinatore                      |                               |                     |                      |         |
| Commissario Capo                                   |                               |                     |                      |         |

### Vicecomandanti
| Grado                                              | Distintivo per controspallina | Distintivo tubolare | Distintivo pettorale | Soggolo |
| -------------------------------------------------- | ----------------------------- | ------------------- | -------------------- | ------- |
| Dirigenti                                          |                               |                     |                      |         |
| Dirigente                                          |                               |                     |                      |         |
| Area dei funzionari e delle elevate qualificazioni |                               |                     |                      |         |
| Commissario Capo Coordinatore                      |                               |                     |                      |         |
| Commissario Capo                                   |                               |                     |                      |         |
| Commissario                                        |                               |                     |                      |         |
| Vice Commissario                                   |                               |                     |                      |         |

### Funzionari con Elevata Qualificazione
| Grado                                              | Distintivo per controspallina | Distintivo tubolare | Distintivo pettorale | Soggolo |
| -------------------------------------------------- | ----------------------------- | ------------------- | -------------------- | ------- |
| Area dei funzionari e delle elevate qualificazioni |                               |                     |                      |         |
| Commissario Capo Coordinatore                      |                               |                     |                      |         |
| Commissario Capo                                   |                               |                     |                      |         |
| Commissario                                        |                               |                     |                      |         |
| Vice Commissario                                   |                               |                     |                      |         |

### Gradi ordinari
| Grado                                              | Distintivo per controspallina | Distintivo tubolare | Distintivo pettorale | Soggolo |
| -------------------------------------------------- | ----------------------------- | ------------------- | -------------------- | ------- |
| Dirigenti                                          |                               |                     |                      |         |
| Dirigente                                          |                               |                     |                      |         |
| Area dei funzionari e delle elevate qualificazioni |                               |                     |                      |         |
| Commissario Capo Coordinatore                      |                               |                     |                      |         |
| Commissario Capo                                   |                               |                     |                      |         |
| Commissario                                        |                               |                     |                      |         |
| Vice Commissario                                   |                               |                     |                      |         |
| Area degli istruttori                              |                               |                     |                      |         |
| Specialista di Vigilanza                           |                               |                     |                      |         |
| Sovrintendente Esperto                             |                               |                     |                      |         |
| Sovrintendente Scelto                              |                               |                     |                      |         |
| Sovrintendente                                     |                               |                     |                      |         |
| Assistente Esperto                                 |                               |                     |                      |         |
| Assistente Scelto                                  |                               |                     |                      |         |
| Assistente                                         |                               |                     |                      |         |
| Agente Scelto                                      |                               |                     |                      |         |
| Agente                                             |                               |                     |                      |         |

#### Specifiche responsabilità
Gli addetti ricompresi nel grado da Agente Scelto a Commissario Capo Coordinatore, quando sono titolari di specifiche responsabilità, ai sensi della vigente normativa contrattuale, portano i propri distintivi di grado con profilatura verde.

## Gradi per uniforme di gala
Per le divise di gala degli Ufficiali della Polizia Locale della Regione Lombardia esiste un sistema di gradi da applicare sugli avambracci in basso. Il colore di fondo del grado in questo caso è bianco in linea con il colore della divisa di gala e la stella a sette punte presente nel grado viene profilata di rosso per i comandanti, di azzurro per i vice comandanti e di verde per i titolari di posizioni organizzative.

### Ufficiali
| Avambracci |                                      |
| Grado      | Dirigente Generale di Polizia Locale |

| Avambracci |                             |                                                 |                                    |
| Grado      | Dirigente di Polizia Locale | Commissario Capo Coordinatore di Polizia Locale | Commissario Capo di Polizia Locale |

| Avambracci |                               |                                    |
| Grado      | Commissario di Polizia Locale | Vice Commissario di Polizia Locale |

#### Particolari profilature
| Avambracci |                                                                     |                                                                   |                                                                                       |
| Grado      | Dirigente Generale Comandante di Polizia Locale (profilatura rossa) | Dirigente Vice Comandante di Polizia Locale (profilatura azzurra) | Commissario titolare di Posizione Organizzativa di Polizia Locale (profilatura verde) |

### Responsabili di servizio
| Fregio       |                                            |                                                          |
| Nomenclatura | Responsabile di servizio di Polizia Locale | Responsabile di servizio intercomunale di Polizia Locale |

## Comandanti di corpo di polizia locale
- Commissario capo: organico di almeno 25 dipendenti
- Commissario capo coordinatore: organico da 31 a 70 dipendenti
- Dirigente: Con pianta organica del Corpo di polizia locale superiore alle 70 unità o ufficiali dirigenti in posizione di comando di Corpo di Polizia locale dei Comuni capoluogo di Provincia e delle Province
- Dirigente generale: Comandante di capoluogo di Regione (Milano)

## Tabella dell'avanzamento di grado
| Da                                              | A                                               | Tempo trascorso                      |
| Categoria C Ruolo degli Agenti                  | Categoria C Ruolo degli Agenti                  | Categoria C Ruolo degli Agenti       |
| ----------------------------------------------- | ----------------------------------------------- | ------------------------------------ |
| agente                                          | agente scelto                                   | 5 anni                               |
| agente scelto                                   | assistente                                      | 5 anni (10 anni di anziantià)        |
| assistente                                      | assistente scelto                               | 5 anni (15 anni di anziantià)        |
| assistente scelto                               | assistente esperto                              | 5 anni (20 anni di anziantià)        |
| assistente esperto                              | sovrintendente                                  | 5 anni (25 anni di anziantià)        |
| sovrintendente                                  | sovrintendente scelto                           | 5 anni (30 anni di anziantià)        |
| sovrintendente scelto                           | sovrintendente esperto                          | 5 anni (35 anni di anziantià)        |
| Categoria D Ruolo degli Ufficiali               |                                                 |                                      |
| vice commissario                                | commissario                                     | 7 anni                               |
| commissario                                     | commissario capo                                | 7 anni (14 anni di anzianità)        |
| commissario capo                                | commissario capo coordinatore                   | Concorso ex D3 o Regolamento interno |
| Categoria D Ruolo degli Ufficiali Dirigenti     |                                                 |                                      |
| Dirigente                                       | Dirigente                                       | Concorso o Regolamento interno       |
| Dirigente Generale (Città Capoluogo di Regione) | Dirigente Generale (Città Capoluogo di Regione) | Concorso                             |